# Institut Louis-Malardé
L'Institut Louis-Malardé (ILM) est une institution de Polynésie française dont les missions concernent la santé publique et la recherche scientifique, en particulier en santé grâce à la veille sanitaire et épidémiologique. Il faisait partie du réseau international des instituts Pasteur.

## Fonctionnement
L'ILM est situé à Papeete. Il est subventionné par le gouvernement de la Polynésie française à auteur de 350 000 000 francs Pacifique en 2014.
L'ILM accueille un laboratoire d'entomologie médicale, un laboratoire dédié aux micro-algues toxiques et un laboratoire d'anatomie et cytologie pathologique. Un projet de laboratoire P3 (ou NSB3) est en projet.
L'ILM a été dirigé entre 1999 et 2002 par François Laudon ; puis entre 2008 et 2014 par Patrick Howell, date à laquelle il a rejoint le gouvernement d'Édouard Fritch.

## Recherche
L'Institut Louis-Malardé est l'un des trois principaux acteurs de la recherche de l'archipel. Il organise à Tahiti en novembre 2014 un séminaire sur les maladies infectieuses.
Il a pu confirmer l'origine de l'épidémie de 2013 : le virus Zika. L'institut travaille également sur les autres arboviroses : chikungunya et dengue.
L'ILM travaille sur la ciguatera et est à l'origine d'un site d'information et de lutte contre cette maladie.
L'institut se voit confier des missions sanitaires comme l'évaluation de l'imprégnation par la pollution industrielle.
L'ILM est partenaire de l'université de Polynésie française, de l'IRD et de l'Ifremer au sein de l'unité mixte de recherche "Écosystèmes insulaires océaniens" (UMR-EIO).